# Consejo de Investigación Familiar
El Consejo de Investigación Familiar (en inglés Family Research Council o FRC) es una Organización  cristiana  y un think tank político. Fundado en Estados Unidos por James Dobson en 1981. 

## Historia
El grupo fue diseñado para manejar contactos políticos para legislar de forma conservadora en el Capitol Hill. A finales de la década de 1980 el grupo se convirtió oficialmente en una división de la organización principal de Dobson, Enfoque a la Familia (Focus on the Family), pero en 1992 las preocupaciones de IRS (Servicio de Impuestos Internos) llevó a que se produjese un separación administrativa. El FRC defiende lo que considera «valores tradicionales de la familia», oponiéndose y cabildeando en contra de los derechos LGBT, el aborto, el divorcio, el estudio con célula madre embriónicas, las leyes antidiscriminatorias, y contra la enseñanza de la evolución en las escuelas.
Su director ejecutivo hasta mayo de 2015 fue Josh Duggar, que renunció al puesto tras confesar haber tocado de forma inapropiada a cinco menores, entre ellas, a algunas de sus hermanas. Reconoció en particular haber abusado sexualmente de cinco adolescentes, entre ellas algunas de sus nueve hermanas, cuando él también era adolescente. Dicha familia es considerada símbolo de los valores cristianos más conservadores.

### Misión
El Consejo de Investigación Familiar se ha visto públicamente involucrado en promover visiones sociales conservadoras en diferentes asuntos, incluyendo el divorcio, la homosexualidad y el aborto y la libre portación de armas. The Church Report pone a la FRC en la primera posición entre las categorías de organizaciones políticas cristianas.